# Grandvillers-aux-Bois
Grandvillers-aux-Bois é uma comuna francesa na região administrativa de Altos da França, no departamento de Oise. Estende-se por uma área de 6,63 km². Em 2010 a comuna tinha 324 habitantes (densidade: 48,9 hab./km²).